# Dioníssios Kàsdaglis
Dioníssios Kàsdaglis (Salford, Regne Unit de la Gran Bretanya i Irlanda, 1872 − 1931) fou un tennista greco-otomà, guanyador de dues medalles olímpiques.

## Biografia
Va néixer el 10 d'octubre de 1872 a la ciutat de Salford, població situada a l'actual ciutat de Manchester, que en aquells moments formava part del Regne Unit de la Gran Bretanya i Irlanda i avui dia del Regne Unit. Membre d'una família grega d'origen rus, els seus pares es traslladaren abans de néixer ell al Regne Unit. És germà del també tennista Xenofont Kasdaglis.
Va morir en un lloc desconegut l'any 1931.

## Jocs Olímpics

### Individual
| Any  | Campionat                     | Oponent          | Resultat |
| ---- | ----------------------------- | ---------------- | -------- |
| 1896 | Jocs Olímpics, Atenes, Grècia | John Pius Boland | 6−2, 6−2 |

### Dobles
| Any  | Campionat                     | Parella                | Oponents                         | Resultat      |
| ---- | ----------------------------- | ---------------------- | -------------------------------- | ------------- |
| 1896 | Jocs Olímpics, Atenes, Grècia | Dimítrios Petrokókinos | Friedrich Traun John Pius Boland | 5−7, 6−4, 6−1 |

## Carrera esportiva
Va participar, als 23 anys, en els Jocs Olímpics d'Estiu de 1896 realitzats a Atenes (Grècia), on va participar en la competició individual masculina sota la bandera d'Egipte, país en el qual tenia la seva residència segons l'informe oficial del Jocs. En aquesta competició aconseguí guanyar la medalla de plata en perdre la final olímpica davant el britànic John Pius Boland.
En aquests mateixos Jocs participà en la competició de dobles masculins on, fent parella amb el grec Dimítrios Petrokókinos, aconseguí guanyar una nova medalla de plata al perdre de nou la final olímpica de la competició davant el britànic John Pius Boland i l'alemany Friedrich Traun. Com que Kasdaglis en aquell moment tenia la seva residència a Egipte competí en aquesta prova sota la denominació d'Equip mixt, si bé en l'actualitat el Comitè Olímpic Internacional el reconeix com a grec en les dues proves.
Participà en els Jocs Olímpics d'Estiu de 1906 realitzats novament a Atenes (Grècia), els denominats Jocs Intercalats i no reconeguts pel Comitè Olímpic Internacional. En aquests Jocs participà en la competició de dobles mixts al costat de Fronietta Paspati, on fou eliminat en primera ronda.